# Nagroda Identitas
Nagroda Identitas (dawniej Nagroda Literacka i Historyczna Identitas) – polskie wyróżnienie dla monografii historycznych oraz prac z zakresu humanistyki i literatury pięknej, przyznawane od 2014 roku. Przez pierwsze trzy edycje laureatów wybierano w dwóch kategoriach (Nagroda Historyczna i Nagroda Literacka), w 2017 roku zrezygnowano z tego podziału. Konkurs organizuje Fundacja Identitas.
Oprócz nagrody głównej przyznawana jest również Nagroda Specjalna Identitas, którą stanowią warsztaty w Arktyce (wyspa Uløya) oraz stypendium do 30 000 zł. Nagroda przyznawana jest młodym humanistom, pisarzom, filozofom i historykom do 41. roku życia.
Zgłoszenia do nagrody ocenia zespół w składzie: Renata Chołuj (pisarka, przewodnicząca Jury Nagrody Identitas), Wawrzyniec Rymkiewicz (filozof, tłumacz, wydawca, redaktor naczelny kwartalnika Kronos), Mariusz Cieślik (prozaik, scenarzysta, dziennikarz), Dawid Jung (poeta, redaktor naczelny Zeszytów Poetyckich) oraz założyciel Fundacji Identitas, Tomasz Kaźmierowski.

## Laureaci

### 2014
Nominacje w roku 2014

Do Nagrody Historycznej:
- Sabina Bober, Bóg i człowieczeństwo w niemieckich obozach koncentracyjnych, wyd. Nauka i Innowacje
- Bogdan Podgórski, Józef Retinger – prywatny polityk, wyd. Universitas
- Patryk Pleskot, Kłopotliwa panna „S”. Postawy polityczne Zachodu wobec „Solidarności”, wyd. IPN
- Wiktoria Kudela-Świątek, Odpamiętane. O historii mówionej na przykładzie narracji kazachstańskich Polaków o represjach na tle narodowościowym, wyd. Universitas
- Marek Gałęzowski, Przeciw dwóm zaborcom. Konspiracja piłsudczykowska w kraju w latach 1939–1947, wyd. IPN
- Konrad Meus, Wadowice 1772–1914. Studium przypadku miasta galicyjskiego, Wydawnictwo Księgarnia Akademicka

Do Nagrody Literackiej:
- Paweł Potoroczyn, Ludzka rzecz, wyd. WAB
- Elżbieta Cherezińska, Legion, wyd. Zysk i S-ka
- Przemysław Dakowicz, Teoria wiersza polskiego, Towarzystwo Przyjaciół Sopotu
- Jan Polkowski, Ślady krwi, Wydawnictwo M
- Piotr Semka, Za, a nawet przeciw. Zagadka Lecha Wałęsy, Wydawnictwo M
- Dariusz Skórczewski, Teoria – literatura – dyskurs. Pejzaż postkolonialny, Wydawnictwo KUL
- Mariusz Solecki, Literackie portrety żołnierzy wyklętych. Esej o literaturze polskiej lat 1948–2010, Wydawnictwo LTW

Laureaci Nagrody Identitas 2014
- Bogdan Podgórski, Józef Retinger. Prywatny polityk, wyd. Universitas, Kraków 2013 ISBN 97883-242-2351-0.
- Jan Polkowski, Ślady krwi, Wydawnictwo M, Kraków 2013 ISBN 978-83-7595-561-3

Jury Nagrody Historycznej: prof. Andrzej Paczkowski (przewodniczący), prof. Andrzej Chwalba i Jarosław Krawczyk.
Jury Nagrody Literackiej: Paweł Lisicki (przewodniczący), Andrzej Horubała i Maciej Urbanowski.

### 2015
Nominacje w roku 2015 

Do Nagrody Historycznej:
- Ryszard Kaczmarek, Polacy w armii kajzera, Wydawnictwo Literackie
- Kazimierz Krajewski, Na straconych posterunkach, Wydawnictwo Literackie
- Daniel Mikulski, Historia Murzynowa Kościelnego, czyli krótka rozprawa między Panem, Wójtem a Plebanem, wyd. Unitex
- Grzegorz Motyka, Na białych Polaków obława, Wydawnictwo Literackie
- Jerzy Rohoziński, Bawełna samowary i sartowie. Muzułmańskie okrainy carskiej Rosji, Wydawnictwo Dialog
- Robert Spałek, Komuniści przeciwko komunistom. Poszukiwanie wroga wewnętrznego w kierownictwie partii komunistycznej w Polsce w latach 1948–1956, wyd. Zysk i S-ka[1]

Do Nagrody Literackiej:
- Przemysław Dakowicz, Obcowanie. Manifesty i eseje, wyd. Sic!
- Przemysław Dakowicz, Przeklęte continuum. Notatnik smoleński, wyd. Arcana
- Anna Janko, Mała zagłada, Wydawnictwo Literackie
- Marta Kwaśnicka, Krew z mlekiem, wyd. Teologia Polityczna
- Jarosław Marek Rymkiewicz, Pastuszek Chełmońskiego, wyd. Sic!
- Mariusz Urbanek, Genialni. Lwowska szkoła matematyczna, wyd. Iskry

Laureaci Nagrody Identitas 2015
- Ryszard Kaczmarek, Polacy w armii kajzera, Wydawnictwo Literackie
- Marta Kwaśnicka, Krew z mlekiem, Wydawnictwo Teologia Polityczna
- Daniel Mikulski, Historia Murzynowa Kościelnego, czyli krótka rozprawa między Panem, Wójtem a Plebanem, wyd. Unitex

Jury Nagrody Historycznej: prof. Andrzej Paczkowski (przewodniczący), prof. Andrzej Chwalba i Jarosław Krawczyk.
Jury Nagrody Literackiej: Paweł Lisicki (przewodniczący), Andrzej Horubała i Maciej Urbanowski.

### 2016
Nominacje w roku 2016 

Do Nagrody Historycznej:
- Jolanta Drużyńska, „Ostatni tabor”, wyd. Rebis
- Beata Halicka, „Polski Dziki Zachód”, wyd. Universitas
- Natalia Jarska, „Kobiety z Marmuru”, wyd. IPN
- Sławomir Kalbarczyk, „Kazimierz Bartel (1882–1941). Uczony w świecie polityki”, wyd. IPN
- Stanisław Waltoś, „Grabież ołtarza Wita Stwosza”, wyd. Wolters Kluwer

Do Nagrody Literackiej:
- Elżbieta Cherezińska, Turniej cieni, wyd. Zysk i S–ka
- Przemysław Dakowicz, Afazja polska, wyd. Sic!
- Kazimierz Orłoś, Dzieje dwóch rodzin, Wydawnictwo Literackie
- Jarosław Marek Rymkiewicz, Koniec lata w zdziczałym ogrodzie, wyd. Sic!
- Joanna Siedlecka, Biografie odtajnione, wyd. Zysk i S–ka[6]

Laureaci Nagrody Identitas 2016
- Beata Halicka, Polski Dziki Zachód, wyd. Universitas
- Jarosław Marek Rymkiewicz, Koniec lata w zdziczałym ogrodzie, wyd. Sic!

Jury Nagrody Historycznej: prof. Andrzej Paczkowski (przewodniczący), prof. Andrzej Chwalba i Jarosław Krawczyk.
Jury Nagrody Literackiej: Paweł Lisicki (przewodniczący), Andrzej Horubała i Maciej Urbanowski.

### 2017
Nominacje w roku 2017
- Elżbieta Cherezińska za powieści Harda i Królowa, wyd. Zysk i S-ka
- Wojciech Chmielewski za Belweder gryzie w rękę, wyd. Iskry
- Krzysztof Koehler za Palus sarmatica, wyd. Muzeum Historii Polski
- Agnieszka Kołakowska za zbiór felietonów Plaga słowików, wyd. Teologia Polityczna
- Paweł Rojek za pracę Awangardowy konserwatyzm, wyd. Ośrodek Myśli Politycznej

Laureat Nagrody Identitas 2017
- Krzysztof Koehler za Palus sarmatica, wyd. Muzeum Historii Polski

Jury: Paweł Lisicki (przewodniczący), Andrzej Horubała i Maciej Urbanowski.

### 2018
Nominacje w roku 2018
- Marek Cichocki za Północ i Południe. Teksty o polskiej kulturze i historii, wyd. Teologia Polityczna
- Wiesław Helak za Nad Zbruczem, wyd. Arcana
- Dawid Jung za Glosy, wyd. Gnieźnieńska Konfraternia Teatralna
- Ewa Polak za Czego chcą od nas biedni Niemcy, wyd. Oficyna Wydawnicza Volumen
- Monika Śliwińska za Wyspiański. Dopóki starczy życia, wyd. Iskry

Laureaci Nagrody Identitas 2018
- Wiesław Helak za Nad Zbruczem, wyd. Arcana
- Dawid Jung za Glosy, wyd. Gnieźnieńska Konfraternia Teatralna

Jury: Renata Chołuj (przewodnicząca), Maciej Urbanowski, Krzysztof Masłoń i Paweł Lisicki.

### 2019–2020
Nominacje w edycji specjalnej 2019–2020
- Marcin Cielecki za tom esejów Miasto wewnętrzne, Wydawnictwo Benedyktynów Tyniec, Homini
- Tomasz Herbich za Pragnienie królestwa, wyd. Teologia Polityczna
- Marcin Makowski „bez którego rozmowa o społecznych bolączkach III RP byłaby dotkliwie uboższa”
- Marcelina Szumer-Brysz za reportaż Wróżąc z fusów, Wydawnictwo Czarne
- Radek Rak za Baśń o wężowym sercu albo wtóre słowo o Jakóbie Szeli, wyd. Powergraph
- Paweł Rzewuski za Filozofię Piłsudskiego, Fundacja Augusta hr. Cieszkowskiego

Laureat edycji specjalnej 2019–2020
- Marcin Cielecki za tom esejów Miasto wewnętrzne, Wydawnictwo Benedyktynów Tyniec, Homini

### 2021
Nominacje do Nagrody Identitas 2021 i kandydatury uczestników w konkursie „Odosobnienie. Warsztaty w Arktyce”
- Adam Leszkiewicz za Apokalipsę psa, wyd. Instytut Literatury oraz Stowarzyszenie Pisarzy Polskich
- Andrzej Marzec za Antropocień – filozofia i estetyka po końcu świata, wyd. PWN
- Michał Przeperski za Nieznośny ciężar braterstwa: konflikty polsko-czeskie w XX wieku, wyd. Instytut Literatury
- Zbigniew Rokita za Kajś. Opowieść o Górnym Śląsku, wyd. Czarne
- Karolina Sulej za Rzeczy osobiste, wyd. Czerwone i Czarne
- Ewa Sułek za Chłopaka z pianinem. O sztuce i wojnie na Ukrainie, wyd. PWN

Laureaci Nagród Specjalnych Identitas
- Andrzej Marzec za Antropocień – filozofia i estetyka po końcu świata, wyd. PWN
- Michał Przeperski za Nieznośny ciężar braterstwa: konflikty polsko-czeskie w XX wieku, wyd. Instytut Literatury

Laureat Nagrody Identitas 2021
- Zbigniew Rokita za Kajś. Opowieść o Górnym Śląsku, wyd. Czarne

Jury: Renata Chołuj (przewodnicząca), Wojciech Stanisławski, Marcin Cielecki, Tomasz Kaźmierowski.

### 2022
Nominacje do Nagrody Identitas 2022
- Michał Gołębiowski za Bezkres poranka. O teologii poetyckiej i teologiach kontrkultury, wyd. Tyniec Wydawnictwo Benedyktynów
- Tomasz Grzywaczewski za Wymazaną granicę. Śladami II Rzeczpospolitej, wyd. Czarne
- Łukasz Kozak za Upiora. Historię naturalną, wyd. Fundacja Evviva L’arte
- Marta Madejska za Aleję włókniarek, wyd. Czarne
- Alicja Rosé za Północ. Przypowieści, wyd. Znak
- Tomasz Stefanek za Być albo nie być, wyd. Teologia Polityczna

Laureaci Nagród Specjalnych Identitas
- Michał Gołębiowski za Bezkres poranka. O teologii poetyckiej i teologiach kontrkultury, wyd. Tyniec Wydawnictwo Benedyktynów
- Łukasz Kozak za Upiora. Historię naturalną, wyd. Fundacja Evviva L’arte

Laureat Nagrody Identitas 2022
- Tomasz Grzywaczewski za Wymazaną granicę. Śladami II Rzeczpospolitej, wyd. wyd. Czarne

Jury: Renata Chołuj (przewodnicząca), Wojciech Stanisławski, Dawid Jung, Tomasz Kaźmierowski.

### 2023
Nominacje do Nagrody Identitas 2023
- Jan Baron za Psińco, wyd. Convivo
- Małgorzata Lebda za Mer de Glace, wyd. Warstwy
- Agata Ludwikowska za Granit, wyd. SPP w Łodzi
- Jan Maciejewski za Milczenie katedry, wyd. Teologia Polityczna
- Andrzej Muszyński za Bez. Balladę o Joannie i Władku z jurajskiej doliny, Wydawnictwo Literackie
- Adrian Sinkowski  za Atropinę, wyd. Biblioteka Toposu

Laureat Nagrody Specjalnej Identitas
- Andrzej Muszyński za Bez. Balladę o Joannie i Władku z jurajskiej doliny, Wydawnictwo Literackie

Laureat Nagrody Identitas 2023
- Jan Maciejewski za Milczenie katedry, wyd. Teologia Polityczna

Wyróżnienia spoza nominacji
- Adam Robiński za Pałace na wodzie. Tropem polskich bobrów, wyd. Czarne
- Jakub Nowak za To przez ten wiatr, wyd. Powergraph
- Karolina Kaczyńska-Piwko za Ciałość, wyd. Nawias

Jury: Wojciech Stanisławski (przewodniczący), Justyna Melonowska, Krzysztof Niewiadomski, Tomasz Kaźmierowski.

### 2024
Nominacje do Nagrody Identitas 2024
- Krzysztof Chłopek za Szło na życie, Podlaski Instytut Kultury
- Łukasz Krukowski za Mam przeczucie, wyd. Cyranka
- Paweł Radziszewski za Niepowinność, wyd. SQN
- Ireneusz Staroń za Wzgórze Bzów, Wydawnictwo Ursines
- Paulina Subocz-Białek za Ostatni lot Filomeli, Instytut Książki (seria Biblioteka „Toposu”)
- Aleksandra Tarnowska za Wniebogłos, wyd. ArtRage

Laureat Nagrody Identitas 2024
- Ireneusz Staroń za Wzgórze Bzów, Wydawnictwo Ursines

Wyróżnienie Nagrody Identitas 2024
- Paulina Subocz-Białek za Ostatni lot Filomeli, Instytut Książki (seria Biblioteka „Toposu”)

Wyróżnienia spoza nominacji
- Michał Michalski za Grubego, wyd. ArtRage
- Kalina Błażejowska za reportaż Zapomniana zagłada chorych, wyd. Czarne

Jury: Wojciech Stanisławski (przewodniczący), Justyna Melonowska, Krzysztof Niewiadomski, Tomasz Kaźmierowski.

### 2025
Nominacje do Nagrody Identitas 2025
- Małgorzata Boryczka za Nigdzie, wyd. Nisza
- Damian Kowal za Ćwirowidło, wyd. Warstwy
- Marta Michalak za Oida, wyd. Nisza
- Katarzyna Nowak-Szelejewska za Skrzypki, wyd. Książnica Podlaska
- Maciej Papierski za Halkionia, wyd. PIW
- Michał Trusewicz za Plemię, wyd. ArtRage

Jury: Wojciech Stanisławski (przewodniczący), Justyna Melonowska, Krzysztof Niewiadomski, Tomasz Kaźmierowski

## Nagroda Specjalna Identitas
Od 2023 roku Fundacja Identitas przyznaje również Nagrodę Specjalną Identitas "twórcom i osobom wyróżniającym się w szeroko rozumianej polskiej debacie i aktywności kulturalnej i publicznej poświęconej kwestii tożsamości zbiorowej". Jej celem jest wyróżnienie osób, które "podejmują krytycznie kwestie trwania, zachowywania, konstruowania lub demontażu tożsamości zbiorowych we współczesnym świecie" w ramach polskiej debaty publicznej lub w działalności kulturalnej i publicznej. Przyznaje ją osobne jury.

### Laureaci
- 2023 – Hanna Radziejowska[30]
- 2024 – Robert Kostro[31]

Jury: Wojciech Stanisławski (przewodniczący), Justyna Melonowska, Krzysztof Niewiadomski, Tomasz Kaźmierowski.